# مسیر امپراتوری (نقاشی)

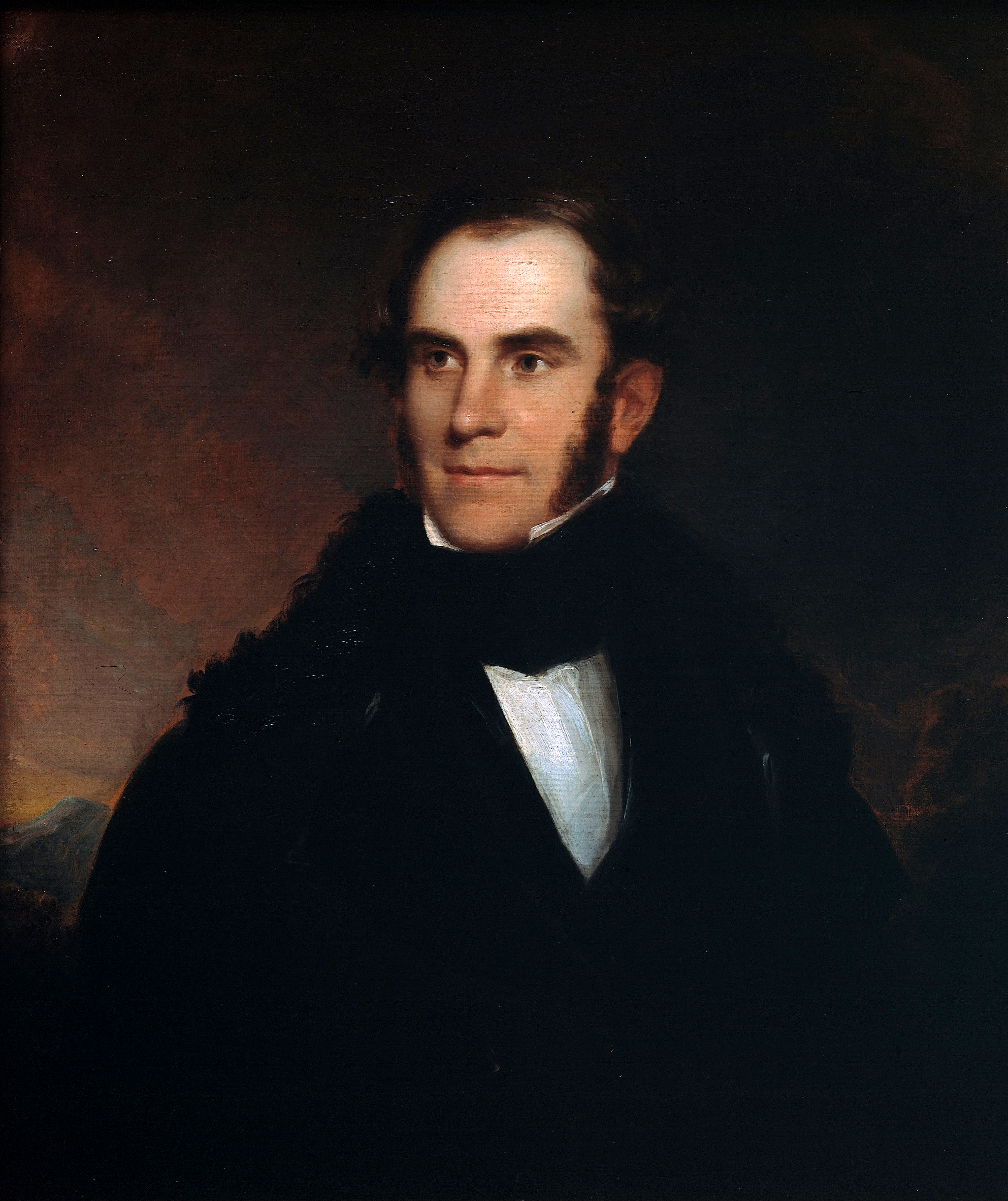
پرتره توماس کول اثر آشر بی دوراند، ۱۸۳۷.

مسیر یا دوره امپراتوری (به انگلیسی: The Course of Empire) مجموعه ای از پنج نقاشی است که توسط توماس کول بین سال‌های ۱۸۳۳ تا ۱۸۳۶ خلق شده‌است. این امر تا حدی از انعکاس احساسات رایج آمریکایی در آن زمان قابل توجه است، زمانی که بسیاری پاستورالیسم را مرحله ایده‌آل تمدن بشری می‌دانستند، از ترس اینکه امپراتوری منجر به شکم پرستی و فساد اجتناب ناپذیر می‌شود. مضمون چرخه‌ها موضوعی است که کول به‌طور مکرر به آن مانند مجموعه سفر زندگی خود بازگشت. دوره امپراتوری شامل آثار زیر است: دولت وحشی؛ دولت آرکادیان یا دامداری؛ اوج امپراتوری؛ تخریب و ویرانی. همه نقاشی‌ها رنگ روغن روی بوم هستند و ابعاد همه آنها ۳۹٫۵ اینچ در ۶۳٫۵ اینچ (۱۰۰ سانتی‌متر در ۱۶۱ سانتی‌متر) است به جز اوج امپراتوری که ۵۱ اینچ در ۷۶ اینچ (۱۳۰ سانتی‌متر در ۱۹۳ سانتی‌متر) می‌باشد.

## بررسی اجمالی
| 'دولت وحشی                | 'اوج امپراتوری | 'تخریب  |
| 'دولت آرکادیان یا دامداری |                | 'ویرانی |

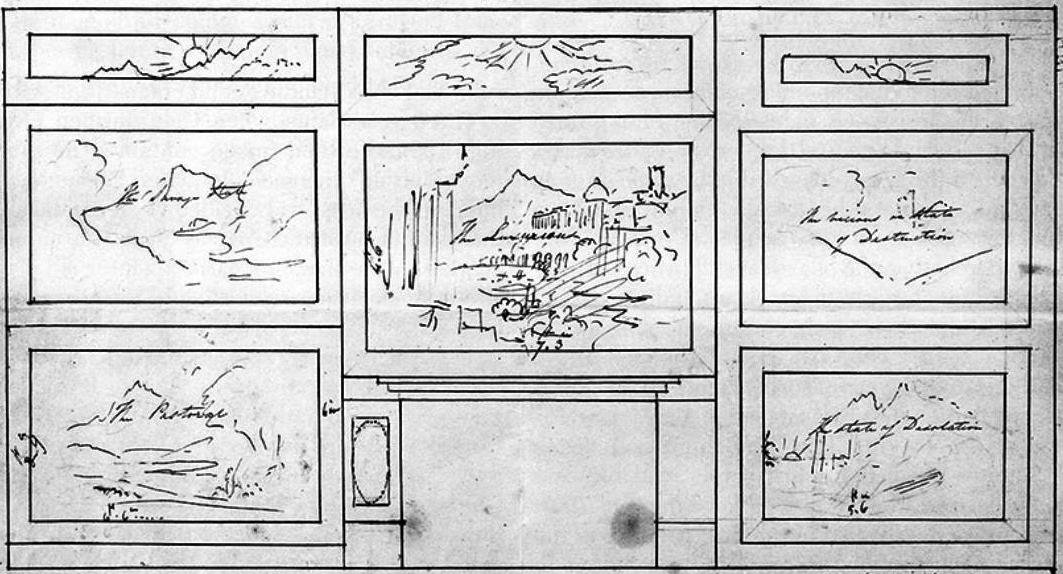
طرح کول در سال ۱۸۳۳ برای چیدمان نقاشی‌های اطراف شومینه رید: این طرح همچنین در بالای نقاشی‌ها سه جنبه خورشید را نشان می‌دهد: چپ (طلوع)؛ مرکز (اوج) راست (غروب)

این مجموعه نقاشی‌ها رشد و سقوط یک شهر خیالی را نشان می‌دهد، این شهر در انتهای پایین دره رودخانه، نزدیک یک خلیج دریا واقع شده‌است. این دره به‌طور مشخص در هر یک از نقاشی‌ها مشخص است، بخشی از آن به دلیل یک مکان عادی غیرمعمول است: یک تخته سنگ بزرگ در بالای یک توده سنگی مشرف به دره واقع شده‌است. برخی از منتقدان بر این عقیده اند که این منظور در تقابل تغییرناپذیری زمین با گذرا بودن انسان است.
منبع مستقیم الهام ادبی برای نقاشی دوره امپراتوری سفر زیارتی چایلد هارولد لرد بایرون (۱۸۱۲–۱۸) است. کول خطوطی از کانتو چهارم (بند چهرم سرود) را در تبلیغات روزنامه خود برای این مجموعه نقل کرده‌است، همچنین نقل قول از اسقف برکلی نیز می‌تواند برای توصیف این مجموعه استفاده شود:
وقتی که اول آزادی و سپس جلال - شکست بخورد، ,

  ثروت، فساد، انحراف…
اسقف برکلی - در جهت غرب، مسیر امپراتوری راه خود را می‌گیرد …
کول این نقاشی‌ها را طراحی کرد تا در گالری تصاویر در طبقه سوم عمارت حامی خود، لومن رید، در خیابان ۱۳ گرینویچ، شهر نیویورک به‌طور برجسته نمایش داده شود. طبق نمودار نصب کول (که در بالای شومینه اتخاذ شده) طرح تقریباً مطابق شکل نشان داده شده‌است. این مجموعه توسط انجمن تاریخی نیویورک در سال ۱۸۵۸ به عنوان هدیه گالری هنرهای زیبا در نیویورک خریداری شد. اکنون در انبار مرئی مرکز لوس در موزه هنر آمریکایی اسمیتسونیان در واشینگتن دی سی نمایش داده می‌شود.

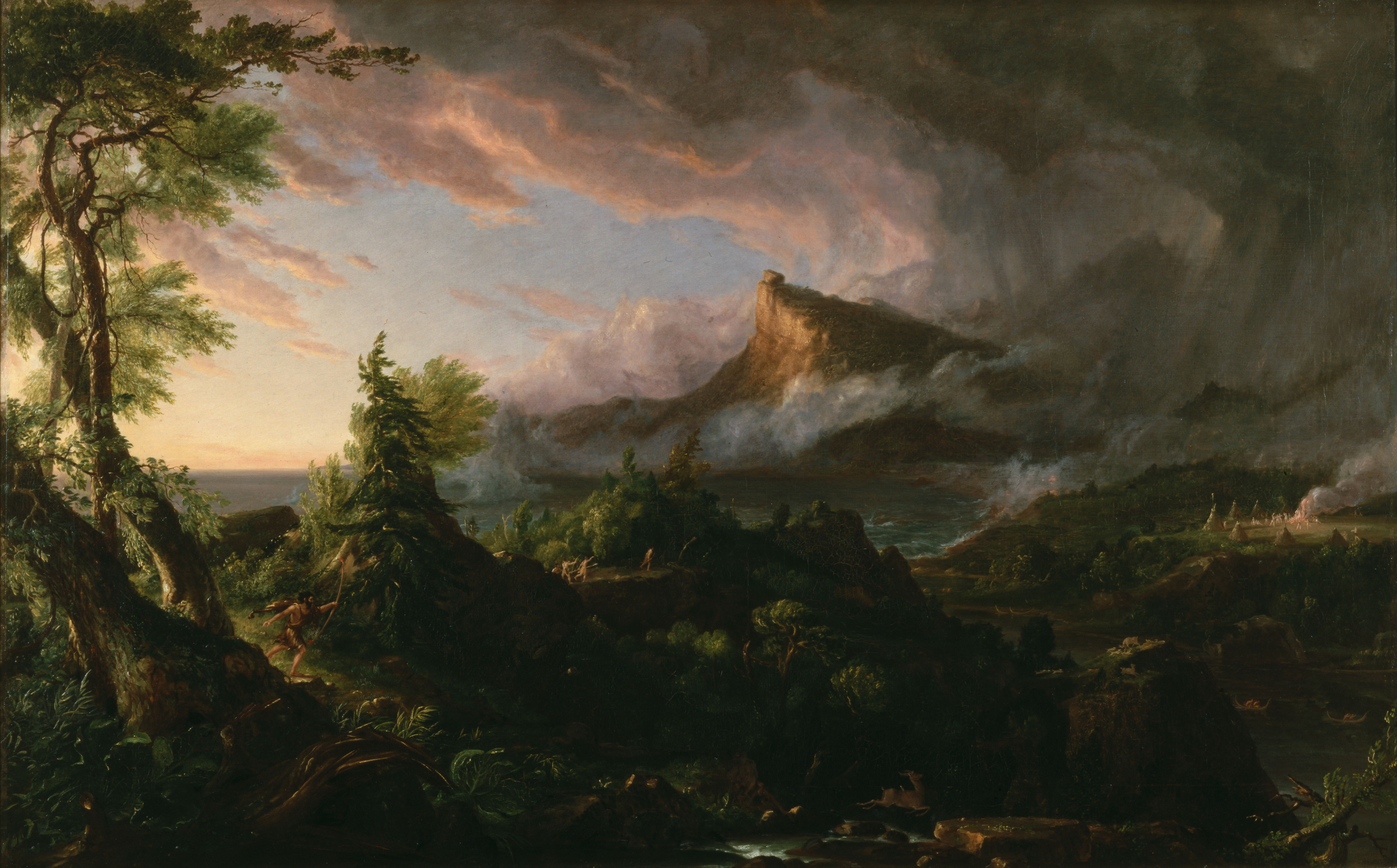
دولت وحشی، رنگ روغن روی بوم، ۱۸۳۴، ۳۹ ½ در ۶۳ ½.

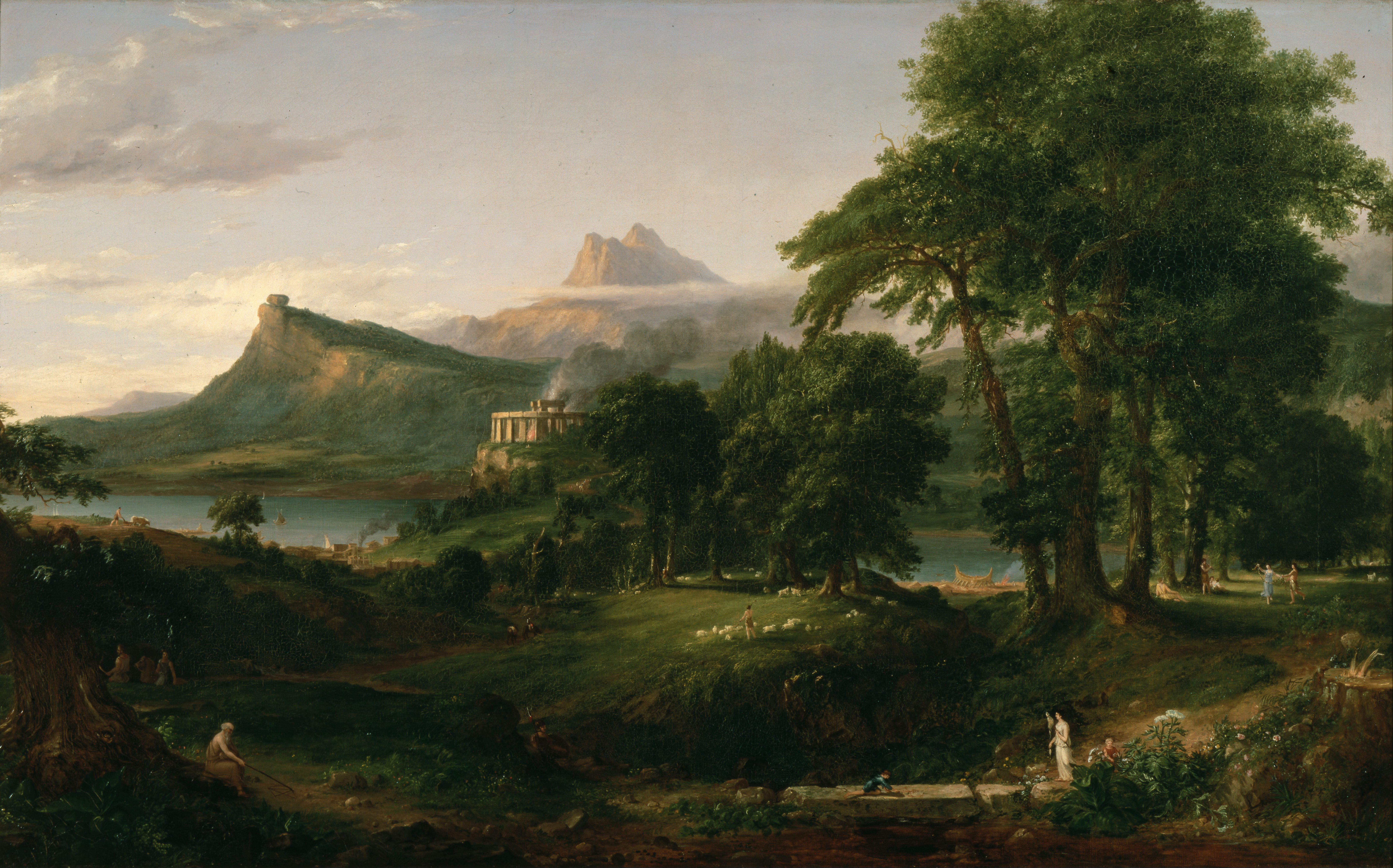
دولت آرکادیان یا دامداری. رنگ روغن روی بوم، ۱۸۳۴، ۳۹ ½ در ۶۳ ½.

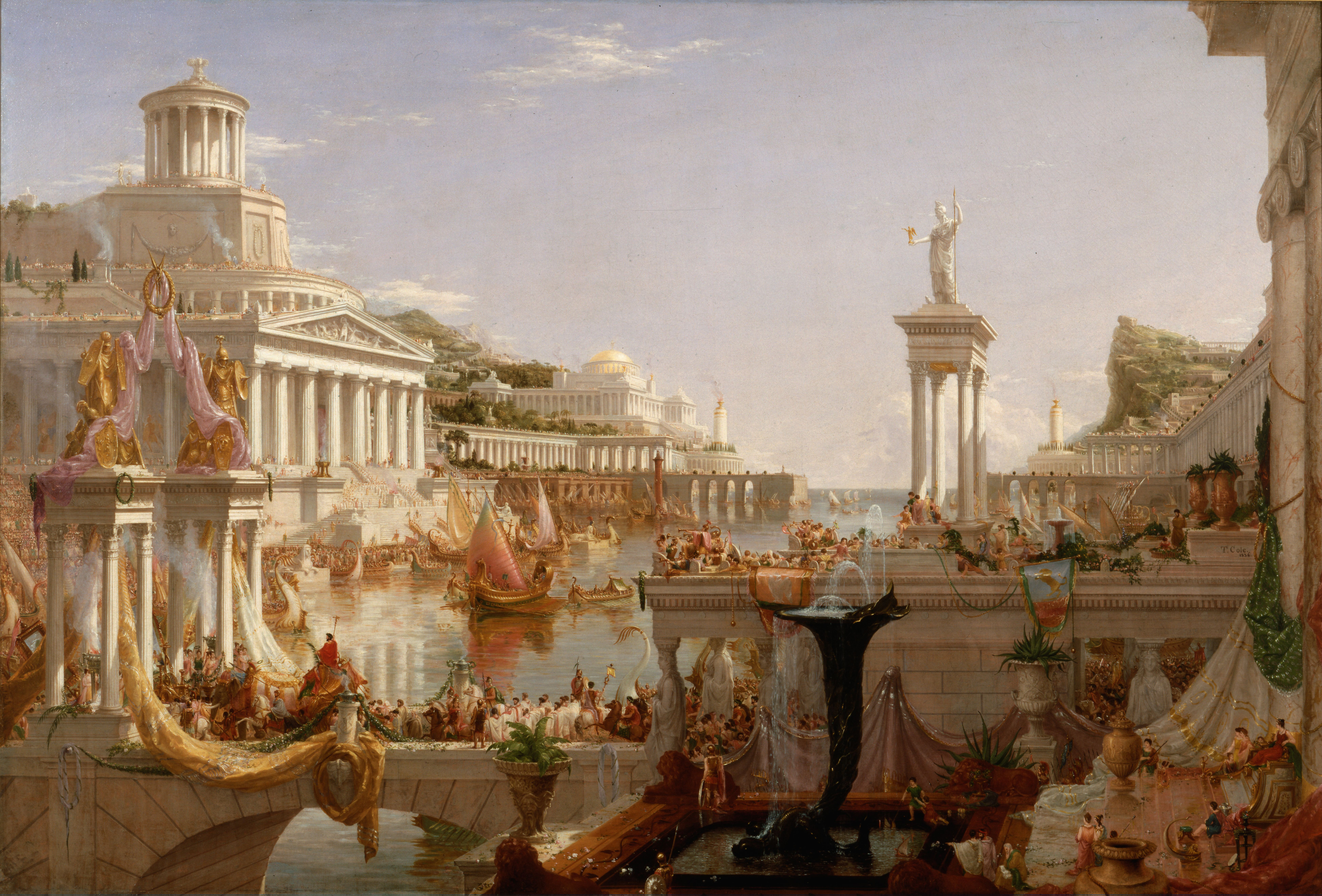
اوج امپراتوری. رنگ روغن روی بوم، ۱۸۳۶، ۵۱ در ۷۶ اینچ

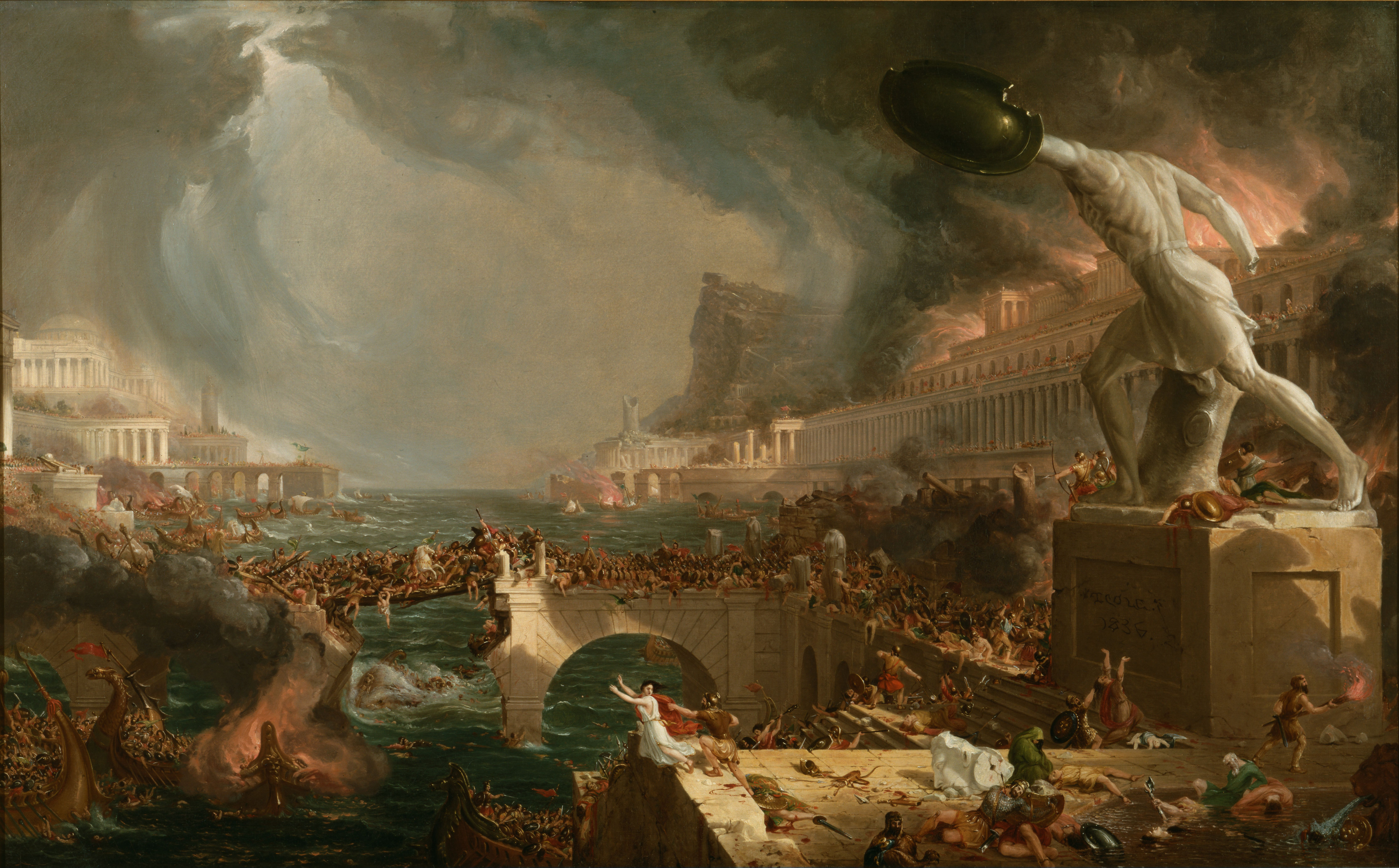
تخریب. رنگ روغن روی بوم، ۱۸۳۶، ۳۹ ۱/۲ در ۶۳ ۱/۲ اینچ.

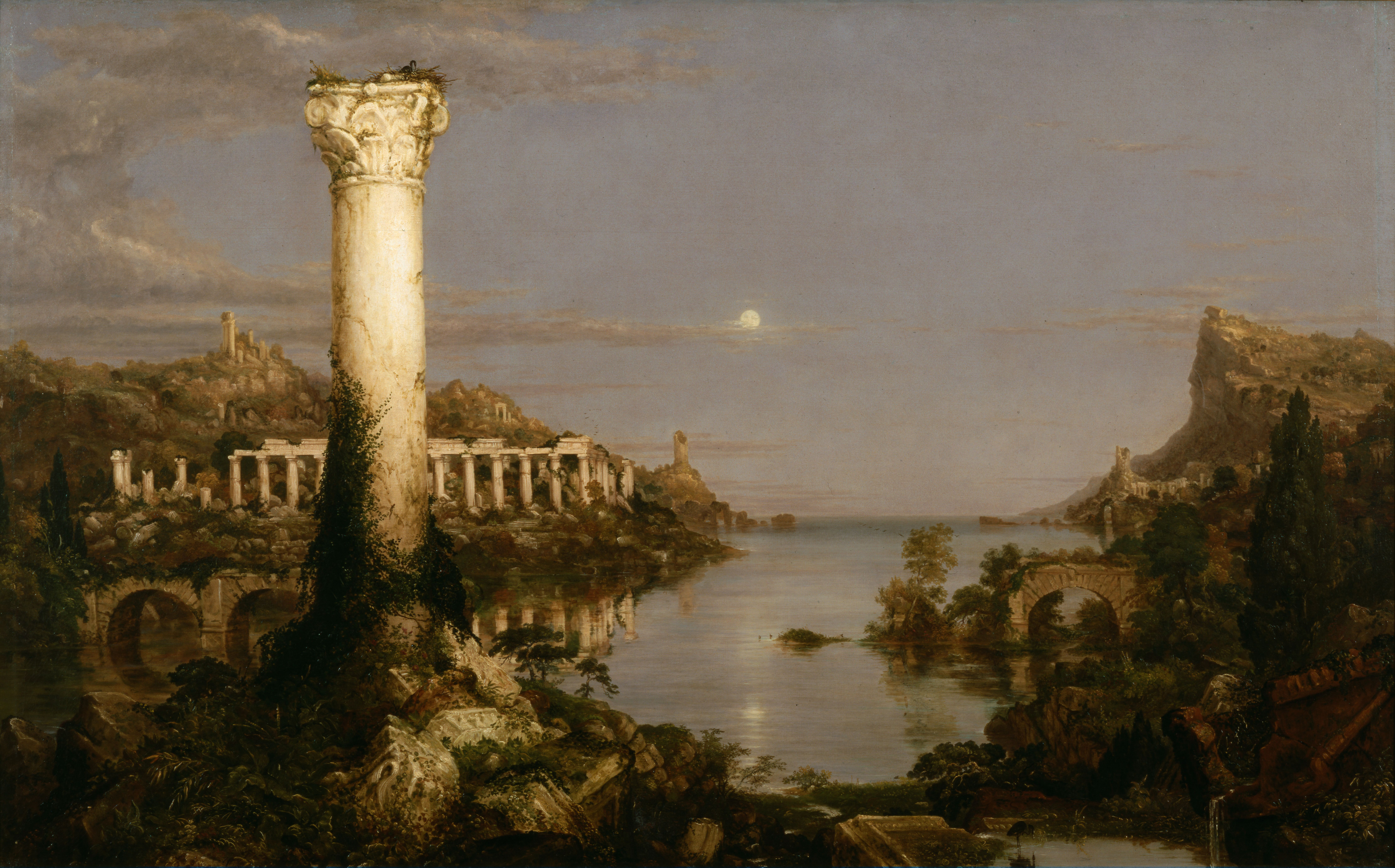
ویرانی. رنگ روغن روی بوم، ۱۸۳۶، ۳۹ ½ در ۶۳ ½.